# Andeavor

Ehemaliges Logo von Tesoro

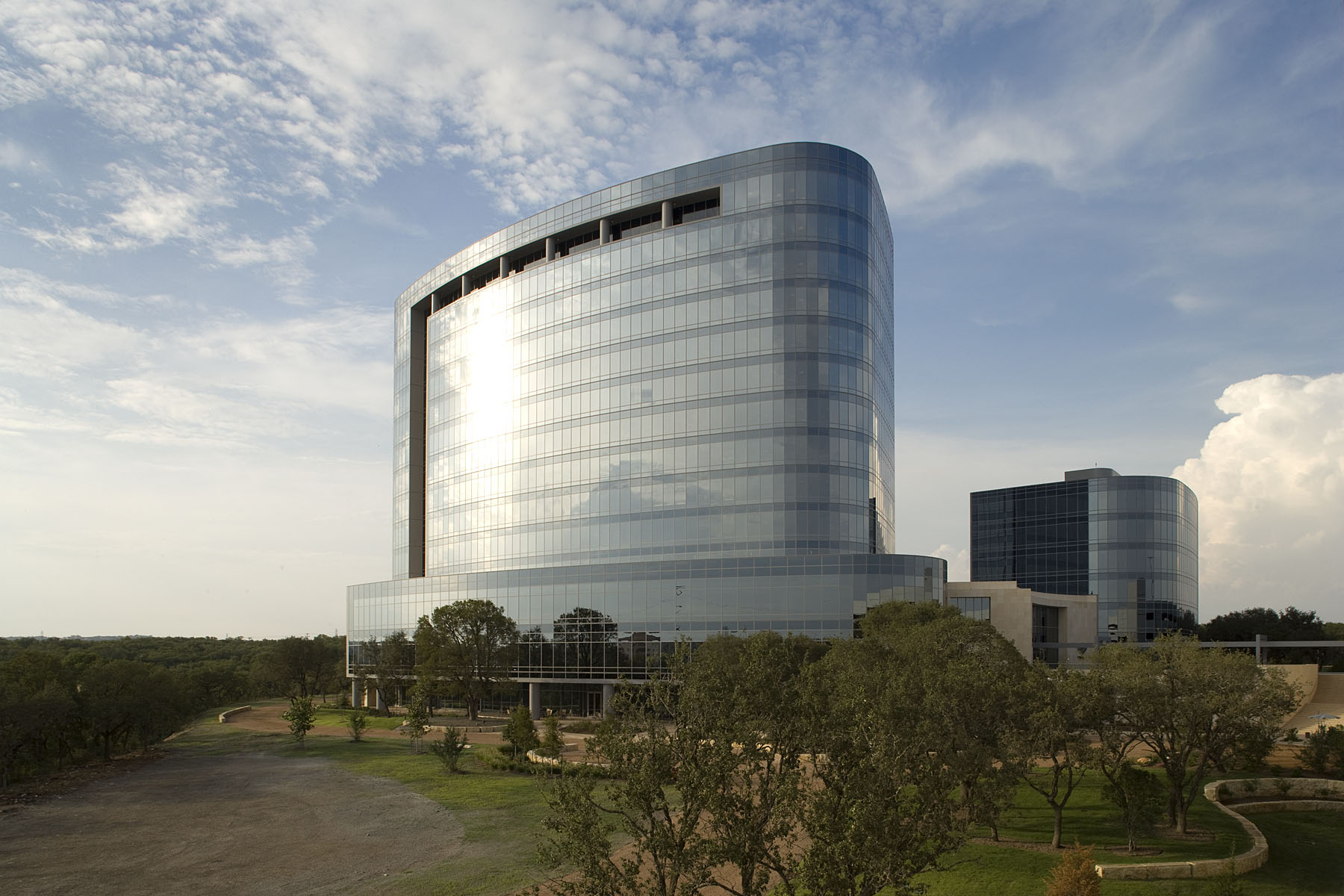
Unternehmenssitz in San Antonio

Andeavor, vormals Tesoro, war ein US-Unternehmen zur Raffinierung und zur Vermarktung von Erdöl. Das Unternehmen hatte seinen Stammsitz in San Antonio, Texas. Andeavor wurde 1964 unter dem Namen Tesoro gegründet und beschäftigte sich zu Beginn mit der Exploration und Förderung von Erdöl, verlagerte seine Tätigkeiten in den 1990er Jahren jedoch auf die Raffinierung und das Marketing. Die erste eigene Raffinerie wurde 1969 in Kenai eingeweiht, in den folgenden Jahrzehnten wurden mehrere Raffinerien in den gesamten Vereinigten Staaten zugekauft. Im Jahr 2017 wurde der texanische Raffineriebetreiber Western Refining übernommen. Nach dieser Übernahme wurde der Namenswechsel von Tesero zu Andeavor beschlossen. Im Oktober 2018 wurde Andeavor selbst für 23 Milliarden US-Dollar durch Marathon Petroleum aufgekauft.

## Explosionsunglück in Anacortes 2010
Bei einem Unglück auf dem Gelände einer Raffinerie Tesoros in Anacortes wurden 2010 sieben Arbeiter tödlich verletzt. Durch die Explosion eines Wärmetauschers zur Vorwärmung von Naphtha wurden drei Mitarbeiter sofort getötet, vier weitere Menschen erlitten schwere Verbrennungen und erlagen innerhalb mehrerer Tage ihren Verletzungen. Dieser Unfall stellte eines der größten Industrieunglücke des Staates Washington dar. Laut den Unfalluntersuchungen des CSB wurde die Hülle des unter Hochdruck stehenden Wärmetauschers durch einen sogenannten Hochtemperatur Wasserstoffangriff geschwächt. Unter Abhängigkeit des Drucks und der Temperatur kann es hierbei zu einer Reaktion zwischen Wasserstoff und dem Kohlenstoff im Stahl kommen, wodurch sich entstehendes Methan zwischen den Korngrenzen des Stahls einlagert. Dies führt zur Bildung von Mikrorissen, die ein Materialversagen zur Folge haben können.